# Trận đánh tại Algiers
Trận đánh tại Algiers (tiếng Ý: La battaglia di Algeri; tiếng Ả Rập: معركة الجزائر; tiếng Pháp: La Bataille d'Alger) là một phim sử thi năm 1966 của Ý và Algérie do Gillo Pontecorvo viết và đạo diễn và được thủ vai bởi Jean Martin và Saadi Yacef, người sau đó vốn là một chỉ huy của lực lượng Mặt trận Giải phóng Quốc gia Algérie (FLN) trong cuộc Chiến tranh Algérie. Bộ phim lấy chính bối cảnh của cuộc chiến tranh Algérie chống lại Pháp ở Bắc Phi, trong đó nổi trội hơn cả là trận Algiers, thủ đô Algérie. Phim được quay ở Casbah của Algérie và nhạc nền được làm bởi Ennio Morricone. Được gắn chặt với tư tưởng điện ảnh tân hiện thực Ý, vốn là thành quả mà Roberto Rossellini để lại, bộ phim được để nền trắng đen với góc quay chân thực thời hiện đại.
Bộ phim đã được đón nhận rộng rãi ở rất nhiều nơi, đáng chú ý là các lực lượng bán vũ trang đòi ly khai, các phong trào giải phóng dân tộc cũng như các nhóm quân sự quốc tế tư nhân. Vào năm 2012, nó xếp thứ 48 trong tổng số 250 phim xuất sắc của tạp chí Sight & Sound và đặc biệt là vị trí 120 trong số 500 phim kinh điển mọi thời đại của tạp chí Empire.
Pontecorvo đã đề cập tới sự độc lập khỏi Pháp của Algérie trong phần kết của phim. Lấy bối cảnh từ 1954 tới 1957, khi các nhóm du kích tiến hành các cuộc tấn công chống quân Pháp mở rộng tới Casbah, thành trì trung tâm của Algiers, và ý định tái chiếm khu vực của người Pháp, cũng như các hành động tra tấn của cả hai bên để chống lẫn nhau, đặc biệt là của người Pháp.
Do những tác động văn hóa chính trị nhạy cảm, Pháp đã cấm chiếu phim cho tới năm 1971.

## Tóm tắt
Bộ phim tái hiện hoàn toàn bối cảnh của trận Algiers, khi người Pháp, với nỗ lực đè bẹp phe nổi dậy, và quân FLN tìm cách đánh trả người Pháp, bắt đầu với ý đồ dấy loạn của những người nổi dậy Algérie tại Casbah. Ngoài ra còn có cả các hoạt động bạo lực mà người Hồi giáo bản địa với người Pied-Noir dẫn tới sự xuất hiện của lính Pháp hòng tiêu diệt các phần từ FLN. Những người lính Pháp được coi như là những người chiến thắng sau khi vùi dập các phần tử FLN. Thế nhưng, phần kết phim chứng kiến các cuộc biểu tình và bạo loạn đòi độc lập chung quanh nhạc coda, vô hình trung hiện ra thực tế rằng người Pháp, dù thắng lợi về quân sự trong trận Algiers, nhưng đã hoàn toàn thất bại trong cả cuộc chiến.
Rất nhiều những cảnh tượng tra tấn, đàn áp, bạo lực cũng như các âm mưu sau lưng và các hoạt động của FLN và quân Pháp cũng được ghi chép lại. Bộ phim được kể qua con mắt của Ali La Pointe (Brahim Haggiag), một tên trộm vặt đường phố bị bỏ tù và bị cực đoan hóa cho tới khi được tuyển mộ bởi chính chỉ huy FLN Saadi Yacef (trong phim ông đóng vai El-Hadi Jafar).
Trung tá Mathieu là nhân vật người Pháp chính trong phim. Các nhân vật khác bao gồm Petit Omar, một cậu bé đường phố thực tế là đưa tin viên của FLN; Djamila, Zohra, và Hassiba, ba cô gái của FLN thực hiện các hành động đánh bom; ngoài ra nó cũng có cả những cảnh quay hiện thực tại Algérie như các ảnh hưởng Hy Lạp tại Casbah, nhạc, đạo cụ, âm hưởng, tâm lý.

## Sản xuất và thủ pháp nghệ thuật trong phim

### Cảnh quay
Chịu ảnh hưởng từ hồi ký của chính Yacef trong tù, Souvenirs de la Bataille d'Alger, cuốn sách này của ông chính là biểu tượng mà các lực lượng FLN sử dụng để tuyên truyền. Về sau, Yacef được thả và tham gia vào Chính phủ non trẻ của Algérie. Phim được ra mắt để tri ân Yacef, trong khi cựu thủ lĩnh FLN, Salash Baazi, tiến cử Pontecorvo và Franco Solinas cho bộ phim.
Yacef tự viết về đề tài, mà không có sự trao đổi nào với đoàn làm phim và nhóm đoàn làm phim người Ý cho rằng nó quá thiên vị người Algérie. Dù cảm thông với người Algérie, đoàn làm phim Ý cho rằng họ làm phim theo sự trung lập, với lý do Ý không tham gia vào cuộc chiến này. Cảnh quay cuối của phim lấy một nhân vật người Algérie và đề cập sự thống khổ mà cả người Pháp lẫn Algérie phải chịu đựng.

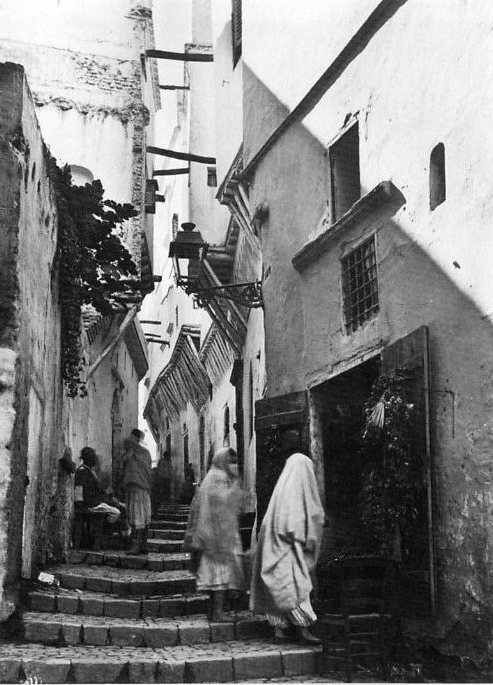
Casbah, nơi cảnh quay chủ yếu xuất hiện

Mặc dù phần đông là các sự kiện chân thực, phim có thay đổi tên của một loạt nhân vật. Chẳng hạn, Đại tá Mathieu là sự kết hợp của một số sĩ quan Pháp chống khủng bố bấy giờ, trong đó nổi bật là giống với Jacques Massu. Yacef cho rằng nhân vật này giống với Marcel Bigeard mặc dù cũng có người cho rằng nhân vật này giống với Roger Trinquier. Solinas bị cáo buộc là đã lãng mạn hóa nhân vật này, nhưng ông bác bỏ và cho rằng nhân vật có nét văn hóa và thanh lịch, điều mà không dễ tìm kiếm ở các nước phương Tây.

### Phong cách trong phim
Pontecorvo và nhiếp ảnh gia Marcello Gatti để phim đen trắng để khắc họa tính chân thực của phim. Nó thành công đến nỗi khi cho công chiếu ở Hoa Kỳ, nhiều người nói rằng không thể "mất một chân" vào hình ảnh khắc họa.
Pontecorvo cũng sử dụng cả thủ pháp hư cấu chân thực để "có thể khắc họa sâu và toàn diện về với các khán giả". Phim cũng sử dụng các thủ pháp truyền hình chân thực đến mức muốn xem. Một trong những thủ pháp đó bao gồm việc phim, tưởng như được tường thuật bởi chính các phóng viên phương Tây, khi có cả điện thoại và máy quay, song cũng cùng lúc đó ngầm khắc họa sự tranh chấp giữa lính Pháp với đám đông người Algérie trong một khoảng cách an toàn giữa máy quay và máy ảnh.

### Diễn viên
Pontecorvo khá chọn lọc khi sử dụng cả những người không phải là từ Algérie và cả những người không chuyên để khắc họa cho phim (và nó để lại kết quả với rất nhiều dòng dài liên tục). Jean Martin là một trong số hiếm những diễn viên chuyên nghiệp trong phim, thủ vai Đại tá Mathieu. Martin vốn từng tham chiến trong Chiến tranh Đông Dương với tư cách lính dù và đã từng bị buộc thôi việc tại Nhà hát Nhân dân Quốc gia vì đã ký bản ghi nhớ 121 phản đối Pháp tiếp tục cuộc chiến Algérie. Ngay bản thân Pontecorvo cũng khá dè dặt với Martin khi nghi ngờ khả năng diễn xuất của anh không khác những diễn viên không chuyên, và thường hay có tranh cãi với nhau.

### Nhạc phim
Nhạc phim được sử dụng một cách triệt để, từ trống, kèn, và chủ yếu được sử dụng nhiều bởi chính cả các cô gái thuộc FLN, và cùng với đó là cảnh bắn súng, đánh bom, gào thét. Pontecorvo đã đề nghị Morricone để tạo nhạc nền với ông.

## Công chiếu
Pontecorvo phản đối việc lãng mạn hóa nhân vật chính, và các hành động tội ác của cả hai bên đều được phơi bày. Phim thể hiện được kỹ xảo điện ảnh kinh điển và sự chân thực không bênh vực phe phái nào. Nó giành giải Sư Tử Vàng ở Liên hoan phim Venice và được đề cử cho ba Giải Academy khác như kỹ xảo điện ảnh xuất sắc (Pontecorvo và Solinas) và Đạo diễn xuất sắc (Pontecorvo) năm 1969, cũng như giải phim ngôn ngữ nước ngoài hay nhất năm 1967. Ngoài ra còn có một loạt giải thưởng phim ảnh khác. Vào năm 2010, nó xếp thứ 6 trong tổng số 100 phim kinh điển mọi thời đại của tạp chí Empire.
Thế nhưng không phải ai cũng xem nó tích cực. Tại Pháp, phim bị chê là phi thực tế, và thiếu tính sáng tạo cũng như là nhạt nhẽo.

### Tranh cãi chính trị
Nó đã bị cấm chiếu ở Pháp trong năm năm vì lý do chính trị, với lý do là sự nhìn nhận thái quá và khác biệt của mỗi bên. Tại Pháp, nhiều người cho rằng phim quá thiên vị người Algérie vì "một bộ phim sống về góc nhìn của người Algérie", và có lẽ nó là lý do vì sao phim không được công chiếu trong năm năm lận.
Theo Pontecorvo, thì "người Algérie không đặt nặng vấn đề này vì tôi sẽ làm về phim mà có ít nhiều liên quan tới chủ đề chính. Giới chức Pháp, vốn rất nhạy cảm về vấn đề Algérie, đã cấm phim trong ba tháng". Sự đe dọa từ các nhóm phát xít đã khiến cho phim này không được chiếu trong bốn năm sau đó mặc dù chính Pontecorvo đã phải rất vất vả để xác minh tính trung lập của phim.

### Trận đánh tại Algiersvà các phong trào vũ trang
Việc phim ra mắt đã làm bùng lên các phong trào du kích, ly khai và vũ trang trên khắp thế giới gắn liền với các công cuộc phi thuộc địa hóa và phong trào giải phóng dân tộc toàn cầu, cũng như sự trỗi dậy của các nhóm cực đoan cánh tả ở phương Tây, nhất là với các nhóm thiểu số ưa chuộng hình thức này. Từ cuối những năm 1960, phim thường gắn liền với sự hình thành của các cuộc bạo lực chính trị, chiến tranh đường phố và khủng bố gắn liền với các phe phái như Đảng Báo đen, Lực lượng Quân đội Lâm thời Công hòa Ireland và Mặt trận Giải phóng Jammu Kashmir. Đây cũng là một trong số những phim ưa thích của Andreas Baader.

## Công chiếu quốc tế

### Công chiếu tại Argentina những năm 1960
Antonio Caggiano, tổng giám mục tại Buenos Aires từ năm 1959 tới 1975, giới thiệu với Tổng thống Arturo Frondizi của Liên minh Dân tộc Cực đoan (UCR) một số cách thức để ứng phó với các cuộc chiến nổi dậy quần chúng tại Học viện Quân sự Cấp cao (Frondizi sau đó bị lật đổ vì "khoan dung với cộng sản"). Năm 1963, các tân binh của Học viện sĩ quan Kỹ thuật Quân sự Hải quân (ESMA) vốn không mấy nổi tiếng này đã được học các tiết học này. Trong một khóa đào tạo sau khi phim ra mắt hơn một năm, những người lính này đã được tận mắt xem chính Trận đánh tại Algiers. Caggiano, bấy giờ là linh mục quân đội, khá hứng thú với phim và đưa ra những bình luận mang nặng tính tôn giáo vào đó. Anibal Costa, một trong những tân binh ở đó, 35 năm sau đã nhận xét khi phỏng vấn với phóng viên Pháp Marie-Monique Robin:

Họ cho chúng tôi xem phim để chuẩn bị cho mọi tình huống chiến tranh dị thường so với những kiểu chiến tranh chúng tôi từng học ở trường Hải quân. Họ cho chúng tôi chuẩn bị cho một nhiệm vụ cảnh vệ chống lại thường dân, mà sau đó trở thành kẻ thù mới của chúng tôi.

### Công chiếu tại Lầu Năm Góc năm 2003
Năm 2003, phim lại trở thành chủ đề nóng khi được Văn phòng Chỉ huy Các Chiến dịch Đặc biệt và Xung đột vũ trang quy mô nhỏ của Lầu Năm Góc cho trình chiếu vào ngày 27 tháng 8, coi nó là công cụ có ích để tìm hiểu về vấn đề bất ổn thời hậu xâm lược Iraq. Một tờ rơi của phim viết rằng:
Làm sao mà thắng một cuộc chiến tranh khủng bố mà lại thua về ý tưởng. Trẻ con bắn binh lính ở những khoảng cách trống rỗng. Phụ nữ đặt bom ở các quán cà phê. Sau đó cả cộng đồng dân Ả Rập đều bị mê hoặc đến mức cuồng nộ. Nghe giống chứ? Người Pháp có kế hoạch. Nó thành công về chiến thuật, nhưng thất bại về chiến lược. Để hiểu vì sao, hãy đến và xem những thước phim sau.

Theo Văn phòng trực thuộc Bộ Quốc phòng Hoa Kỳ, thì việc "Trình chiếu phim cho chúng ta thấy được sự thực lịch sử về các chiến dịch của Pháp tại Algérie, và được hy vọng là sẽ tìm ra được những thách thức mà người Pháp phải đối mặt".

### Trình chiếu từ năm 2003-4
Cùng lúc đó, tại Hoa Kỳ, phim được cho ra mắt ở cả VHS và DVD cả hợp pháp lẫn phi pháp, nhưng chất lượng nói chung là khá thấp. Một tái bản của Ý được hoàn thành vào năm 1999 và được Rialto Pictures giành được quyền sở hữu từ ngày 1 tháng 12 năm 2003. Phim được tái trình chiếu ở Vương quốc Liên hiệp Anh và Bắc Ireland vào ngày 1 tháng 12 năm 2003, tại Hoa Kỳ vào ngày 9 tháng 1 năm 2004 và tại Pháp ngày 19 tháng 5 năm 2004. Phim được chiếu ở Espace Accattone rue Cujas tại Paris từ ngày 15 tháng 11 năm 2006 tới ngày 6 tháng 3 năm 2007.

### Phiên bản DVD của Criterion năm 2004
Ngày 12 tháng 10 năm 2004, The Criterion Collection cho ra mắt phim từ tái bản in lại trong ba đoạn DVD. Phần cho thêm bao gồm cựu cố vấn chống khủng bố Hoa Kỳ Richard A. Clarke và Michael A. Sheehan bàn về sự miêu tả về chủ nghĩa khủng bố và chiến tranh du kích trong Trận đánh tại Algiers trong khi các đạo diễn như Spike Lee, Mira Nair, Julian Schnabel, Steven Soderbergh và Oliver Stone bàn luận về những ảnh hưởng của phim. Ngoài ra còn có những tài liệu phỏng vấn các thành viên FLN như Saadi Yacef và Zohra Drif.

### Phiên bản Blu-ray của Criterion năm 2011
Phiên bản Đĩa Blu-ray được ra mắt năm 2011 với chất lượng cao hơn.